# Antybanger
Antybanger – trzeci solowy album polskiego rapera Lukasyno. Został wydany 4 grudnia 2015 roku nakładem wytwórni Persona NON Grata w dystrybucji Step Records.
Nagrania dotarły do 35. miejsca zestawienia OLiS.
W ramach promocji albumu nakręcono teledyski do utworów: „Antybanger”, „Maszeruj albo giń” oraz „Perseida”.

## Lista utworów
Opracowano na podstawie materiału źródłowego.
1. „Wolny jak”
2. „Nie cofniesz”
3. „Maszeruj albo giń”
4. „Powiedz mi bracie”
5. „Odrzucam”
6. „Błądząc”
7. „Nim odetną mi tlen”
8. „Antybanger”
9. „Perseida”
10. „Temido”
11. „W rap grze”
12. „Jesteś już mężczyzną”
13. „Persona non grata”
14. „Bagaż”
15. „Kto sieje wiatr”